# .aq
.aq — национальный домен верхнего уровня для Антарктиды.
Правила регистрации домена второго уровня в зоне .aq: домен делегируется только государственным организациям, занимающимся какой-либо деятельностью в Антарктиде, государство должно входить в Международный договор об Антарктике 1959 года, — или другим организациям, имеющим «постоянное присутствие» на континенте (строения или регулярные экспедиции в «сезон»). К заявке должно прилагаться письмо от руководителя полярной экспедиции или руководителя организации. На одну организацию выдаётся только один домен. Домен выдаётся бесплатно на 2 года с продлением.
Администратор домена — Питер Мотт (англ. Peter Mott) из Новой Зеландии.